# Хванбо Гван
Хванбо Гван (кор. 황보관; 1 марта 1965, Тэгу, Республика Корея) — южнокорейский футболист, играл на позиции полузащитника. По завершении игровой карьеры — футбольный тренер.
Выступал за клуб «Юкон Коккири», а также национальную сборную Южной Кореи.

## Клубная карьера
Родился 1 марта 1965 года в городе Тэгу. Играл за футбольную команду Сеульского национального университета.
В профессиональном футболе дебютировал в 1988 году выступлениями за команду клуба «Юкон Коккири», в котором провёл семь сезонов, приняв участие в 171 матче чемпионата. Большую часть времени, проведённого в составе «Юкон Коккири», был основным игроком команды.
Завершил профессиональную игровую карьеру в японском клубе «Оита Тринита», за команду которого выступал на протяжении 1996—1997 годов.

## Выступления за сборную
В 1988 году дебютировал в официальных матчах в составе национальной сборной Южной Кореи. В течение карьеры в национальной команде, которая длилась 6 лет, провёл в форме главной команды страны 36 матчей, забив 10 голов.
В составе сборной был участником чемпионата мира 1990 года в Италии, где принял участие в двух матчах и забил гол в проигранном его командой со счётом 1:3 матче против сборной Испании.

## Карьера тренера
Начал тренерскую карьеру вскоре после завершения карьеры игрока в 1999 году в японском «Оита Тринита», где стал помощником главного тренера. Впоследствии также работал с молодёжной командой клуба, а в 2005 году возглавил тренерский штаб его основной команды. Работа с «основой» была довольно неудачной и в следующем году Хванбо перешёл на административную работу, став вице-президентом и директором клуба. В 2010 году вернулся к тренерской работе в «Оита Тринита», однако снова без особых успехов — лишь 10 побед в 36 играх.
В 2011 году вернулся на родину, где в течение этого года был главным тренером «Сеула».